# Charline Van Snick
Charline Van Snick (ur. 2 września 1990 w Liège) – belgijska judoczka, brązowa medalistka olimpijska, brązowa medalistka mistrzostw świata, dwukrotna wicemistrzyni Europy.
Startuje w kategorii wagowej do 48 kg. Zdobywczyni brązowego medalu igrzysk olimpijskich w Londynie w 2012 roku i srebrnego medalu mistrzostw Europy w Czelabińsku (2012) i brązowego dwa lata wcześniej w Wiedniu. Wicemistrzyni Europy 2013.
Brązowa medalistka mistrzostw świata w 2013 roku. Mistrzyni Belgii 2011.
3 stycznia 2014 została zdyskwalifikowana przez Międzynarodową Federację Judo (IJF) na dwa lata; po mistrzostwach świata w Rio de Janeiro, test na obecność kokainy w jej organizmie dał wynik pozytywny.